# Енсенада (Долна Калифорния)
Енсенада (на испански: Ensenada) е град в мексиканския щат Долна Калифорния. Енсенада е с население от 260 075 жители (2005), което го прави 3-тия по население град в щата и се намира на 116 км южно от Тихуана. Енсенада разполага с пристанище, военноморска база и военно летище. Около града има винарски район, който се счита за най-добрия в Мексико.

## Побратимени градове
- Якима, САЩ